# Matisse & Sadko
Matisse & Sadko è un duo russo di musica elettronica composto dai due fratelli Alexander e Yuri Parkhomenko. Nel 2016 fondano la propria etichetta discografica indipendente, la Monomark Music.

## Carriera
Diventati ufficialmente un duo nel 2010, il loro brano Trio, prodotto con Arty, un altro dj russo, li fece diventare noti nell’ambito della musica elettronica grazie al supporto di vari personaggi famosi come gli Swedish House Mafia, Alesso e Dirty South. Il 12 agosto 2013 collaboró con Steve Angello per il singolo SLVR, pubblicato tramite Size Records (di proprietà dello stesso Angello) in onore del 10º anniversario della sua etichetta discografica. Dopodiché cominció una lunga collaborazione con Martin Garrix per l’EP Break Through The Silence contenente l’omonima traccia e Dragon. Il 7 settembre 2015 pubblicarono Memories tramite Spinnin' Deep, un singolo diverso dal loro stile definito come traccia “piano House contemporanea”.
Il duo realizzó Go!, l’inno dei campionati mondiali di hockey su ghiaccio maschile del 2016. Il 1º ottobre 2016 pubblicarono Machine Gun lanciando così la propria etichetta discografica indipendente, la Monomark Records. Più tardi collaborarono nuovamente con Martin Garrix per il singolo Together, apparso nel settimo EP del giovane olandese il 20 ottobre seguente. Il 17 dicembre pubblicarono la seconda traccia per Monomark, Ya Amar, un brano di influenza araba. Il 20 ottobre 2017, nuovamente con Martin Garrix, pubblicarono Forever tramite STMPD, l’etichetta del giovane. L’uscita del brano Into You con la cantante Hanne Mjøen fu un passaggio allo stile Future House, venendo definita dagli stessi “un singolo melodico con sapore malinconico ed atmosferico”. Il primo brano del 2018 fu Dawnbreaker prodotto con Tiësto, presentato per la prima volta da quest’ultimo all’Ultra Music Festival 2018 ed inserita, poi, nel suo EP I Like It Loud. Il 4 maggio seguente rilasciarono Grizzly, un singolo caratterizzato dalla fusione della Progressive House con la Bass House. Dopodiché il duo pubblicó Built For Us sempre tramite la propria Monomark e Saga per STMPD. Verso fine 2018 debuttarono anche sulla Musical Freedom di Tiësto col singolo Takeoff. Nel corso del 2019 collaborarono altre due volte con Martin Garrix per Mistaken e Hold On.

## Discografia

### Singoli
- 2011: Hi Scandinavia!
- 2011: Svenska
- 2011: Amulet
- 2011: We're Not Alone (Hi Scandinavia!) (con Olly James)
- 2012: Trio (con Arty)
- 2012: The Legend (con Swanky Tunes)
- 2012: Chemistry (Turn The Flame Higher) (con Hard Rock Sofa e Swanky Tunes)
- 2013: SLVR (con Steve Angello)
- 2013: Stars
- 2014: Riot (con Arty)
- 2014: Azonto
- 2014: Sigure
- 2014: Persia
- 2015: Dragon (con Martin Garrix)
- 2015: Break Through The Silence (con Martin Garrix)
- 2015: Memories
- 2015: Lock 'N' Load
- 2015: Tengu (con Vigel)
- 2016: Go!
- 2016: Machine Gun
- 2016: Get Busy (feat. TITUS)
- 2016: Ninjas
- 2016: Together (con Martin Garrix)
- 2016: Ya Amar
- 2017: Jank' 'N' Gank
- 2017: Hndz Up
- 2017: Forever (con Martin Garrix)
- 2017: Witchcraft
- 2017: Into You (feat. Hanne Mjøen)
- 2018: Dawnbreaker (con Tiësto)
- 2018: Grizzly
- 2018: Built For Us
- 2018: Mystery (feat. Swedish Red Elephant)
- 2018: Light Me Up (con Raiden)
- 2018: Saga
- 2018: Takeoff
- 2018: Melodicca
- 2019: Don't Tell Me (con Aspyer feat. Matluck)
- 2019: Mistaken (con Martin Garrix feat. Alex Aris)
- 2019: Another Side (con Robert Falcon feat. Wrabel)
- 2019: Let It Buzz
- 2019: Selecta
- 2019: Doberman
- 2019: Fade Away (feat. SMBDY)
- 2019: Hold On (con Martin Garrix feat. Michel Zitron)
- 2020: Best Thing (feat. Matluck)
- 2020: Strings Again
- 2020: Now Or Never
- 2023: Promise You (feat. Justin J. Moore)
- 2024: JADORE
- 2024: Shadows (feat. blythe)
- 2024: Dark Days Are Gone (con Florentin feat. Sam Martin)

### Remix
- 2012: M-3ox e Heidrun – Beating Of My Heart
- 2012: Shinedown – Unity
- 2012: The Aston Shuffle – Can't Stop Now
- 2013: Saints of Valory – Neon Eyes (Into The Deep)
- 2015: Otto Knows – Next To Me
- 2015: Galantis – In My Head
- 2016: Afrojack feat. Fais – Hey
- 2018: Axwell Ʌ Ingrosso – Dreamer
- 2018: Lauv  – The Other